# Strotarchus nebulosus
Strotarchus nebulosus är en spindelart som beskrevs av Simon 1888. Strotarchus nebulosus ingår i släktet Strotarchus och familjen sporrspindlar. Inga underarter finns listade i Catalogue of Life.